# قهرمان فیلم اکشن
قهرمان فیلم اکشن (به انگلیسی: Action hero) اصطلاحاً به بازیگری گفته می‌شود که معمولاً در فیلم‌های اکشن نقش قهرمان اصلی را بازی می‌کند. این بازیگران باید خصوصیات فیزیکی مناسبی داشته باشند و به همین دلیل باید در زندگی خود عاداتی مانند تمرین‌های تخصصی، خوابیدن برنامه‌دار، ورزش مداوم و رژیم غذایی خاصی را رعایت کنند. بسیاری از این بازیگران پیش از ورود به سینما، ورزشکار حرفه‌ای بوده‌اند. از این بازیگران می‌توان  به آرنولد شوارزنگر (بدن‌ساز)، جکی چان (رزمی‌کار)، کیانو ریوز (هاکی روی یخ)، اسکات ادکینز (رزمی‌کار)، ژان کلود ون دام (کیک‌بوکسور)، جان سینا (کشتی کج) و دوئین جانسون (کشتی کج) را نام برد. جمشید هاشم‌پور در سینمای ایران نمونه‌ای از چنین بازیگرانی است.